# Bedford S
Bedford S Type a fost un camion produs de Bedford Vehicles din 1950 până în 1959. Aproximativ 138.000 de unități ale vehiculului au fost produse și vândute în întreaga lume până când a fost înlocuit cu mai modernul Bedford TK.

## Istoric
Camionul a fost cel mai mare camion produs de Bedford și a fost lansat pentru prima dată în 1950. În lunile următoare, aproximativ 5.000 de unități au fost vândute în întreaga lume, dar vânzările au crescut. În 1953, vehiculul a primit motorul lui Bedford TA, care devenea foarte popular în Europa. În ciuda vânzărilor mari din anii precedenți, în 1958 au fost vândute doar 1.000 de unități și în 1959 au fost vândute doar 500 și camionul a fost întrerupt în lunile următoare. Camionul avea o grilă similară cu Bedford TA și se baza pe camioanele Chevrolet COE din 1947, camioanele non-COE au servit la baza pentru Bedford TA.
Camionul a fost primul camion COE care a fost disponibil publicului de către Bedford, deoarece camioanele anterioare COE au fost utilizate doar de către militari. Camionul a fost înlocuit de Bedford TK, care a fost vizibil mai popular decât camionul S mai vechi.